# Rubicon Trail
Der Rubicon Trail ist ein historischer Postweg in Kalifornien und verbindet den Lake Tahoe mit Georgetown von Nord nach Süd über eine Länge von ca. 40 km. 

## Geschichte
1887 wurde der früher nur von Trappern und Einheimischen genutzte Weg offiziell für die Öffentlichkeit freigegeben. Er erhielt den Status eines nicht gewarteten, öffentlichen Weges.
Von 1880 bis 1940 wurde der Weg neben dem Transport von Post auch zum Treiben von Vieh genutzt. Rinder, Schafe und Truthähne wurden von den Sommer- zu den Winterweiden getrieben und umgekehrt.
Ab den 1920er Jahren begannen erste Fahrzeuge den Weg zwischen Georgetown und Rubicon Springs zu befahren. Zur damaligen Zeit wurden jedoch Bretter und Seile zur Überwindung schwieriger Passagen benötigt. Fahrzeugwracks zeugen heute noch von den Schwierigkeiten der Route.
Mit dem Aufkommen besserer Straßen- und Zugverbindungen verlor dieser Weg an Bedeutung. Im Jahre 1952, mit der breiteren Verfügbarkeit von Geländewagen, wurde der Weg erstmals für geführte Offroad-Touren genutzt.

## Heute

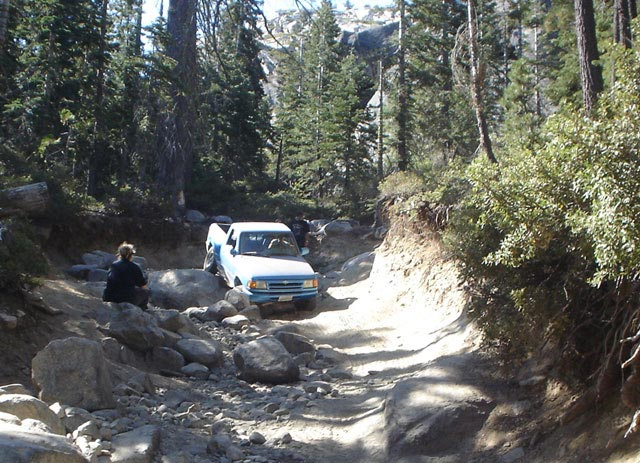
Geländefahrzeuge am Rubicon Trail

Der Rubicon gilt heutzutage als eine der schwierigsten Strecken der Welt, die man mit einem Fahrzeug bezwingen kann. Viele Abenteurer versuchen sich jedes Jahr mit ihren Fahrzeugen an der Strecke.
In South Lake Tahoe heißt eine Straße Rubicon Trail. Sie führt vom östlichen Ende des Springwood Drive nach Süden und heißt im weiteren Verlauf Carson Avenue.